# Charro (canción de Elvis Presley)
"Charro" es una canción de estilo western. grabada por primera vez por Elvis Presley como parte de la banda sonora de su película Charro! de 1969, un western dirigido por Charles Marquis Warren. Es la canción que da título a la película y la única canción que aparece. Fue la primera película de Presley en la que no cantó el personaje que interpretaba.

## Escritura y grabación
La canción fue escrita por Billy Strange y Mac Davis especialmente para la película Charro!.
Las grabaciones tuvieron lugar en los estudios Samuel Goldwyn de Hollywood entre octubre y noviembre de 1968. Presley probablemente grabó su voz nuevamente el 15 de octubre. Las tomas 5 y 9 se unieron para formar el definitivo master vocal. 

## Lanzamiento
La canción fue lanzada por primera vez en un sencillo (en marzo de 1969) junto con "Memories", una canción del especial de regreso de Elvis a la NBC en 1968, en el lado opuesto.    "Charro" no llegó a entrar en la lista de éxitos pop Billboard Hot 100, mientras que "Memories" sí lo hizo, alcanzando el puesto número 35.
"Charro" fue incluida en el álbum Almost in Love, publicado en noviembre de 1970. 
El 1 de diciembre de 1970, el sencillo fue relanzado como parte de la serie Gold Standard del sello discográfico RCA Victor (junto con otros 9 sencillos de Presley).